# Almindelig stinksvamp
Almindelig stinksvamp (Phallus impudicus) er, som navnet antyder, ildelugtende. Den vokser på formuldet materiale fra træer. Svampen kaldes også "hekseæg" i den tidlige fase, hvor svampen er en knold i skovbunden. Svampen vokser op i august. Slimlaget, der dækker svampen, indeholder svampens sporer. Den særprægede lugt fra svampen tiltrækker fluer. Fluerne spiser af slimlaget og spreder dermed sporerne.
Det latinske navn betyder "skamløst kønslem" (dvs. som ikke skammer sig). I den senere, aflange form kaldes svampen også "præstepik".
| Svampe | Spire Denne artikel om svampe er en spire som bør udbygges. Du er velkommen til at hjælpe Wikipedia ved at udvide den. |